# Ławeczko Nowe
Ławeczko Nowe dawniej też Ławecko lub Ławiecko – wieś w Polsce położona w województwie mazowieckim, w powiecie zwoleńskim, w gminie Przyłęk. Ma status sołectwa. 
| SIMC    | Nazwa | Rodzaj    |
| ------- | ----- | --------- |
| 0633550 | Klin  | część wsi |

W latach 1975–1998 miejscowość administracyjnie należała do województwa radomskiego.
Wierni Kościoła rzymskokatolickiego należą do parafii św. Stanisława Biskupa i św. Małgorzaty w Janowcuj.